# Макаров, Глеб Иванович
Глеб Ива́нович Мака́ров (30 сентября 1925 — 8 апреля 2015) — советский и российский учёный, доктор физико-математических наук, основатель радиофизической школы в Санкт-Петербургском государственном университете, ректор ЛГУ (1970—1975), заслуженный деятель науки РСФСР (1988), лауреат Государственной премии СССР (1989) и премии Совета министров СССР (1986).

## Биография
Родился в Ленинграде в семье профессора-статистика Ивана Фёдоровича Макарова и Зинаиды Игнатьевны Макаровой, преподавателя русского языка и литературы. В 1941 году оказался в блокадном Ленинграде, где экстерном сдал выпускные экзамены в специально организованной в годы блокады городской заочной школе. Аттестат зрелости и медаль «За оборону Ленинграда» получил практически одновременно. В 1945 году поступил в Ленинградский электротехнический институт связи имени проф. М. А. Бонч-Бруевича, но в 1946 году перевёлся в Ленинградский государственный университет, который окончил в 1949 году. В 1952 году после окончания аспирантуры защитил кандидатскую диссертацию и с 1952 года начал педагогическую деятельность на кафедре радиофизики: в 1952—1953 г. ассистентом, в 1953—1957 г. доцентом, в 1957—1997 г. заведующим кафедрой радиофизики физического факультета СПбГУ. В 1963 году защитил докторскую диссертацию по совокупности работ, в 1965 году присвоено звание профессора.
В 1970—1975 годах занимал должность ректора ЛГУ.
Читал для студентов 5-го курса кафедры радиофизики спецкурс «Распространение радиоволн».
В 1981—1995 годах — директор НКТБ «Радиофизика», в 1995—1997 годах — директор НИИ радиофизики Санкт-Петербургского государственного университета. Возглавлял Северо-Западное отделения Учёного совета РАН по комплексной проблеме «Распространение радиоволн», был членом бюро и председателем Секций научных советов АН СССР по комплексной проблеме «Распространение радиоволн» (1976), «Радиофизические методы исследования морей и океанов» (1977).
Долгое время являлся руководителем магистерской программы «Радиофизика» по направлению «Физика радиоволн», руководил студентами-дипломниками, аспирантами и докторантами, многие годы являлся председателем специализированных советов по присуждению ученых степеней кандидата и доктора физико-математических наук (по специальности «радиофизика»). Осуществлял научно-методическое руководство подготовкой и изданием созданного им межвузовского периодического сборника «Проблемы дифракции и распространения волн» (с 1962 г. по 2000 г. вышло 28 сборников).
Автор 250 публикаций, в том числе 3 монографий. Под руководством Г. И. Макарова защищено более 50 кандидатских и 7 докторских диссертаций. Лауреат премий ЛГУ (1969, 1982, 1993), в составе авторского коллектива — Государственной премии СССР (1978, 1989), заслуженный  деятель науки РСФСР (1988). Награждён орденами «Знак Почета» (1961) и Трудового Красного Знамени (1971), 4 медалями. Лауреат трех Университетских премий за лучшую научную работу (1969, 1982, 1993). В 1992 г. был избран членом-корреспондентом, а в 1994 году действительным членом Российской Академии Естественных Наук.
Жена — И. А. Бадина, работала во Всесоюзном ордена Трудового Красного Знамени научно-исследовательском институте радиовещательного приёма и акустики (ВНИИРПА) имени А. С. Попова. В браке детей нет.